# Hans Zollner
Hans Zollner (nascido em 19 de novembro de 1966) é um padre  jesuíta alemão, teólogo e psicólogo, professor na Universidade Gregoriana, presidente do Centro de Proteção de Menores e um dos maiores especialistas em proteção e prevenção do Abuso sexual de menor.

## Vida
Hans Zollner nasceu em Regensburg, Alemanha, em 1966 e é membro dos Jesuitas desde 1990. Estudou filosofia e teologia em Regensburg e Innsbruck. Concluiu o Doutoramento em Teologia na  Universidade de Innsbruck, e um Mestrado em Psicologia no Instituto de Psicologia da Pontifícia Universidade Gregoriana de Roma, que o certifica como psicoterapeuta.
Desde 2003 que leciona no Instituto de Psicologia da Pontifícia Universidade Gregoriana, exercendo os cargos de vice-reitor académico e decano do Instituto de Psicologia Gregoriana, entre 2010 e 2019.
Hans Zollner é considerado um dos maiores especialistas eclesiásticos no campo da proteção contra o abuso sexual, especialmente na Igreja Católica. Tem sido membro da Comissão Pontifícia para a Proteção de Menores desde a sua criação em 2014. Sua adesão foi confirmada em 17 de fevereiro de 2018. Atualmente atua como Diretor do Institute of Anthropology: Interdisciplinary Studies on Human Dignity and Care (IADC). O IADC começou como Centre for Child Protection (CCP). O CCP foi fundado em Munique em janeiro de 2012 e transferido para a Gregoriana em fevereiro de 2015. Em 2010-2011 foi membro do Grupo de Trabalho Científico da “Mesa Redonda sobre Abuso de Crianças” promovida pelo Governo Federal da Alemanha.
Hans Zollner é, ainda, Professor Honorário do Departamento de Teologia e Religião da Universidade de Durham (Inglaterra). Em 1 de abril de 2017, o Papa Francisco nomeou-o consultor da Congregação para o Clero. 

Orientou workshops e conferências episcopais, em 70 países (entre 2010 e outubro de 2020), sobre a necessidade de desenvolver a consciência e estabelecer medidas de promoção e proteção de abusos sexuais. Hans Zollner considera a proteção de menores uma das principais tarefas que a Igreja Católica deve ter no coração.

## Publicações e credenciais
- Artigos e livros de P. Hans Zollner, SJ
- Curriculum Vitae do P. Hans Zollner, SJ
- Kindesschutzmaßnahmen und -konzepte auf Ebene der katholischen Ortskirche: Was passierte in der Weltkirche?
- The Child at the Center: What Can Theology Say in the Face of the Scandals of Abuse?, in: Theological Studies 2019, Vol. 80(3), 692–710; DOI: 10.1177/0040563919856867
- voce “Abuso sessuale di minore”, in: P. BENANTI, F. COMPAGNONI, A. FUMAGALLI, G. PIANA (a cura di), Teologia morale (Dizionari San Paolo), Alba (CN) 2019, 5-13
- Formação de Sacerdotes: Assessing the Past, Reflecting on the Present, Imagining the Future, in: DECLAN MARMION, MICHAEL MULLANEY, SALVADOR RYAN (ed.), Models of Priestly Formation. Assessing the Past, Reflecting on the Present, and Imagining the Future, Collegeville/MI 2019, 163-177
  - em espanhol: Formación de Sacerdotes: Evaluar el pasado, reflexionar sobre el presente, imaginar el futuro, in: Razón y Fe, t. 280, nº 1442, pp. 263-277
- Kirchenleitung und Kinderschutz. Theologie im Kontext des Kinderschutzgipfels 2019, in: MATTHIAS REMENYI, THOMAS SCHÄRTL (Hgg.), Nicht ausweichen: Theologie angesichts der Missbrauchskrise, Regensburg 2019, 189-200
- Prävention von Missbrauch Minderjähriger und Schutzbefohlener in der katholischen Kirche. Entwicklungen und Reflexionen, in: Erwachsenenbildung 66 (2020), n. 1, 4-7
- The Spiritual Wounds of Abuse, in: La Civiltà Cattolica - English Edition 1 (2017), 1, 16-26
 Versões noutras linguas disponíveis::
  - „Mein Gott, warum hast du mich verlassen?“ Spiritualität und der Umgang mit Missbrauch, in: Geist und Leben 90 (2017), 167-175
  - “Dios mío, ¿por qué me has abandonado?” Espiritualidad y manejo del abuso a menores, in: Razón y Fe, t. 275, nº 1422 (2017), pp. 323-333
  - “Meu Deus, Porque Me Abandonaste?” Espiritualidade e conduta perante o abuso, in: Brotéria, April 2017, vol. 184, pp. 497-511
  - «Ma mère, l’Église, m’a abandonné » Aspects spirituels de l’abus et de son déni, in: Christus, Avril 2017, n° 254, pp. 92-100
- Junto com BETTINA BÖHM, JÖRG FEGERT, & HUBERT LIEBHARDT, Child Sexual Abuse in the Context of the Roman Catholic Church: A Review of Literature from 1981–2013, in: Journal of Child Sexual Abuse 23 (2014), 635-656; DOI:10.1080/10538712.2014.929607
- Junto com CHARLES J. SCICLUNA & DAVID J. AYOTTE (eds.), Toward Healing and Renewal. The 2012 Symposium on the Sexual Abuse of Minors Held at the Pontifical Gregorian University. Editor, English Edition: Timothy J. Costello. New York/ Mahwah (NJ): Paulist Press, 2012 (published in 12 languages)
- Junto com GIOVANNI CUCCI, Church and the Abuse of Minors, Anand/Gujarat (India): Gujarat Sahitya Prakash, 2013 (published in 9 languages)

### Atividades no âmbito da Cátedra Universitária
- Presidente do Comité organizador do Simpósio “Towards Healing and Renewal” sobre o Abuso Sexual de Menores (Universidade Pontifícia Gregoriana, 6-9 fevereiro 2012)[4]
- Presidente do Comité Diretivo do Congresso “Dignidade Infantil no Mundo Digital” (Universidade Pontifícia Gregoriana, 3-6 outubro 2017)[5]
- Coordenador do Comité Organizador do Encontro dos Presidentes das Conferências Episcopais e Superiores Gerais sobre a Proteção de Menores (Cidade do Vaticano, 21-24 fevereiro 2019)[5]

### Atividades Editoriais
- Editor Académico da Revista “Religions” (Basel/Switzerland) (Basileia/ Suíça)[5]
- Membro do Comité Científico da Revista “Studia Moralia” (Accademica Alfonsiana/Rome)[5]
- Membro do Comité Cientifico da “Auribus” – Centro giuridico-canonico per i casi di abusi e violenza (Claretianum/Rome)[5]